# Rozsoșa, Hmelnîțkîi
Rozsoșa (în ucraineană Розсоша) este localitatea de reședință a comunei Rozsoșa din raionul Hmelnîțkîi, regiunea Hmelnîțkîi, Ucraina.

## Demografie
Componența lingvistică a localității Rozsoșa
     Ucraineană (97,98%)
     Rusă (1,67%)
     Alte limbi (0,35%)
Conform recensământului din 2001, majoritatea populației localității Rozsoșa era vorbitoare de ucraineană (97,98%), existând în minoritate și vorbitori de rusă (1,67%).